# Теофіл Шемберг
Теофіл Шемберг (Teofil Szemberg або Schomberg; ? — між 1638 і 1640) — фортифікатор, артилерист, дипломат. Німець за походженням, польський шляхтич власного гербу. Походив із родини військових на службі Речі Посполитої.

## Життєпис
Син Міхаеля Шимберга, шляхтича, що отримав індигенат від Стефана Баторія. Внук Йогана Шимберга, що прибув до Польщі з Райхенберга. Від 1583 року навчався в університеті Інгольштадта. Отримав від короля Сигізмунда III шляхетський титул і звання генерала артилерії коронної. 1608 року за дорученням короля побував у Львові. Займався укріпленнями церкви святого Юра і оцінив ситуацію з обороною передмість, зокрема попередній проект фортифікацій авторства Пасаротті. На його думку укріплювати варто було саме Краківське передмістя. А Галицьке він запропонував взагалі знести. Через брак часу власного проекту не виготовив. Перебуваючи у Львові, відлучався до Жовкви на прохання Станіслава Жолкевського.
Протягом 1609–1611 років брав участь у роботах при облозі Смоленська, певний час завідував там артилерією. Пізніше відвідав Єрусалим — з 1613 року походить документальна згадка про це. Ймовірно 1614 року повернувся до Речі Посполитої. Від 1618 року керував будівництвом бастіонного Нового замку в Кам'янці-Подільському. Взяв участь у поході на Молдавію. Під Цецорою займався укріпленням старих валів, після чого брав участь у битві. Був учасником хотинської кампанії. Написав і 1621 року видав у Кракові працю «Relacya prawdziwa o wejściu wojska poskiego do Włoch i o potrzebie jego z pogaństwem…» Ще за життя Шемберга її було двічі перевидано у Кракові та Познані. Активно перевидавалась і в наступних століттях.
Володів східними мовами і за непевними даними 1636 року перебував у Персії на перемовинах із шахом Сафі I у справі можливого союзу у війні з Османською імперією. Достеменно відомо, що навесні 1637 року за дорученням Владислава IV знову вирушив до Персії. По дорозі побував у Смоленську, Вязьмі. 5 червня прибув до Москви і мав дві аудієнції в царя Михайла Романова. Цар забезпечив Шембергові охорону у подальшій дорозі, однак побоюючись погіршення відносин з Туреччиною, заборонив повертатись назад через території, підлеглі Москві. 1638 року, повертаючись, поблизу Дербента зазнав нападу людей племені лезгінів. Усі 25 учасників подорожі були убиті. Ймовірно, тоді загинув Шемберг; принаймні на початку 1640 року при королівському дворі вже було відомо про його загибель. Відомо також про акцію помсти з боку шаха на винуватцях загибелі посланців.
Шемберг був власником кількох сіл, ще кілька отримав від короля за військові і дипломатичні заслуги. Мав свій двір у Кам'янці-Подільському. 
Був одружений з Катериною з Якубовських (померла до 1622). Мав чотирьох синів і дві доньки. В історичній літературі часом зустрічається неправильне написання прізвища як «Шембек». Фігурує епізодично в кількох літературних творах.